# Ictèrids
Els ictèrids (Icteridae) són una família de petits i mitjans ocells, restringits al Nou Món. El color dominat del plomatge de la majoria de les espècies és el negre, sovint contrastat amb groc, taronja o vermell. El nom d'aquests ocells, fa referència a les plomes grogues de moltes espècies, del llatí icterus (groc) i el grec ikteros.
Malgrat que de vegades se les assigna noms similars a altres aus del Vell Món, les merles del Nou Món o els Oriols del Nou Món no estan relacionades de manera propera amb les homònimes del Vell Món.
El Congrés Ornitològic Internacional, versió 11.1, 2021, inclou una família monotípica -Icteriidae- que no deu ser confosa amb aquesta. Noteu la doble "i".

## Característiques
- Són de mida variable. L'espècie més petita és Icterus spurius que fa 15 cm de llargària i 18 g de pes, mentre que el més gran és Psarocolius bifasciatus, de 52 cm i 445 g. Aquesta variació és la major de totes les famílies de passeriformes.
- Sovint presenten un considerable dimorfisme sexual. Per exemple, el mascle de Quiscalus mexicanus pesa un 60% més que la femella.

## Hàbitat i distribució
Nidifiquen en hàbitats molt variats. La majoria de les espècies d'aquesta família viuen a la zona tropical, però hi ha una sèrie d'espècies de clima temperat, com les merles americanes del gènere Agelaius i l'alosa pradenca de cua llarga (Sturnella loyca). Les zones amb major densitat d'espècies són Colòmbia i el sud de Mèxic. Habiten en una ampli ventall d'hàbitats, incloent-hi matolls, pantans, boscos i sabanes. Les espècies de clima temperat fan moviments migratoris i moltes espècies que nien als Estats Units i el Canadà es traslladen cap al sud fins a Mèxic i Amèrica Central.

## Alimentació
Les diferents espècies d'ictèrids s'han adaptat a una àmplia gamma d'aliments. Les espècies dels gèneres Icterus i Cacicus s'alimenten de la polpa de les fruites i per això tenen uns becs llargs adaptats a aquesta funció. Altres espècies tenen becs curts i forts per a la trituració de les llavors. La merla de Jamaica utilitza el seu bec per tafanejar entre l'escorça dels arbres i les epífites, aprofitant un nínxol evolutiu que en altres llocs de la zona Neotropical ocupen els grimpatroncs. Altres espècies s'alimenten de nèctar.

## Reproducció
Els hàbits de nidificació d'aquestes aus són variables, incloent-hi nius penjants en els oriols. Molts ictèrids niden en colònies de fins a 100.000 aus. Algunes espècies del gènere Molothrus són paràsites de criança i ponen els seus ous als nius d'altres espècies de manera similar als cucuts.

## Estatus i conservació
Algunes espècies d'Ictèrids es consideren plagues per als cultius, per exemple, la merla ala-roja (Agelaius phoeniceus) es considera als EUA una de les pitjors plagues de vertebrats per l'arròs. Però no totes les espècies han triomfat de la mateixa manera i hi ha un cert nombre d'espècies amenaçades d'extinció, sobretot espècies insulars com la merla de Jamaica (Nesopsar nigerrimus) i l'Oriol de Saint Lucia (Icterus laudabilis), amenaçats per la pèrdua d'hàbitat.

## Taxonomia
El Congrés Ornitològic Internacional versió 11.1, 2021 contempla, juntament a la família Icteridae, la família Icteriidae, una família monotípica de recent creació, amb la qual no es deu confondre.
La família Icteridae és classificada en 33 gèneres, amb 109 espècies.
- Gènere Xanthocephalus amb una espècie: federal capgroc (Xanthocephalus xanthocephalus).
- Gènere Dolichonyx amb una espècie: bobolinc (Dolichonyx oryzivorus).
- Gènere Sturnella amb dues espècies.
- Gènere Leistes amb 5 espècies.
- Gènere Amblycercus amb una espècie: cacic becclar (Amblycercus holosericeus).
- Gènere Cassiculus amb una espècie: cacic emplomallat (Cassiculus melanicterus).
- Gènere Psarocolius amb 9 espècies.
- Gènere Cacicus amb 12 espècies.
- Gènere Icterus amb 33 espècies.
- Gènere Nesopsar amb una espècie: quíscal de Jamaica (Nesopsar nigerrimus).
- Gènere Agelaius amb 5 espècies.
- Gènere Molothrus  amb 6 espècies.
- Gènere Dives amb dues espècies.
- Gènere Ptiloxena amb una espècie: quíscal de Cuba (Ptiloxena atroviolacea).
- Gènere Euphagus amb dues espècies.
- Gènere Quiscalus amb 7 espècies.
- Gènere Lampropsar amb una espècie: federal de vellut (Lampropsar tanagrinus).
- Gènere Hypopyrrhus amb una espècie: federal ventrevermell (Hypopyrrhus pyrohypogaster).
- Gènere Gymnomystax amb una espècie: federal groc (Gymnomystax mexicanus).
- Gènere Macroagelaius amb dues espècies.
- Gènere Amblyramphus amb una espècie: federal cap-roig (Amblyramphus holosericeus).
- Gènere Curaeus amb una espècie: federal austral (Curaeus curaeus).
- Gènere Anumara amb una espècie: federal de Forbes (Anumara forbesi).
- Gènere Gnorimopsar amb una espècie: federal xopí (Gnorimopsar chopi).
- Gènere Agelaioides amb dues espècies.
- Gènere Oreopsar amb una espècie: federal de Bolívia (Oreopsar bolivianus).
- Gènere Agelasticus amb tres espècies.
- Gènere Chrysomus amb dues espècies.
- Gènere Xanthopsar amb una espècie: federal safrà (Xanthopsar flavus).
- Gènere Pseudoleistes amb dues espècies.